# Rhamphiophis
Rhamphiophis – rodzaj węży z rodziny Psammophiidae.

## Zasięg występowania
Rodzaj obejmuje gatunki występujące w Afryce Subsaharyjskiej (Senegal, Gambia, Gwinea Bissau, Gwinea, Wybrzeże Kości Słoniowej, Mali, Burkina Faso, Niger, Ghana, Togo, Benin, Nigeria, Kamerun, Sudan, Sudan Południowy, Somalia, Etiopia, Republika Środkowoafrykańska, Demokratyczna Republika Konga, Rwanda, Burundi, Uganda, Kenia, Tanzania, Malawi, Zambia, Namibia, Botswana, Zimbabwe, Mozambik i Południowa Afryka, być może Mauretania, Czad i Dżibuti).

## Systematyka

### Etymologia
Rhamphiophis: gr. ῥαμφις rhamphis, ῥαμφιδος rhamphidos „hak”; οφις ophis, οφεως opheōs „wąż”.

### Podział systematyczny
Do rodzaju należą następujące gatunki:
- Rhamphiophis maradiensis Chirio & Ineich, 1991
- Rhamphiophis oxyrhynchus (Reinhardt, 1843)
- Rhamphiophis rostratus Peters, 1854
- Rhamphiophis rubropunctatus (Fischer, 1884)